# Święta Ruś

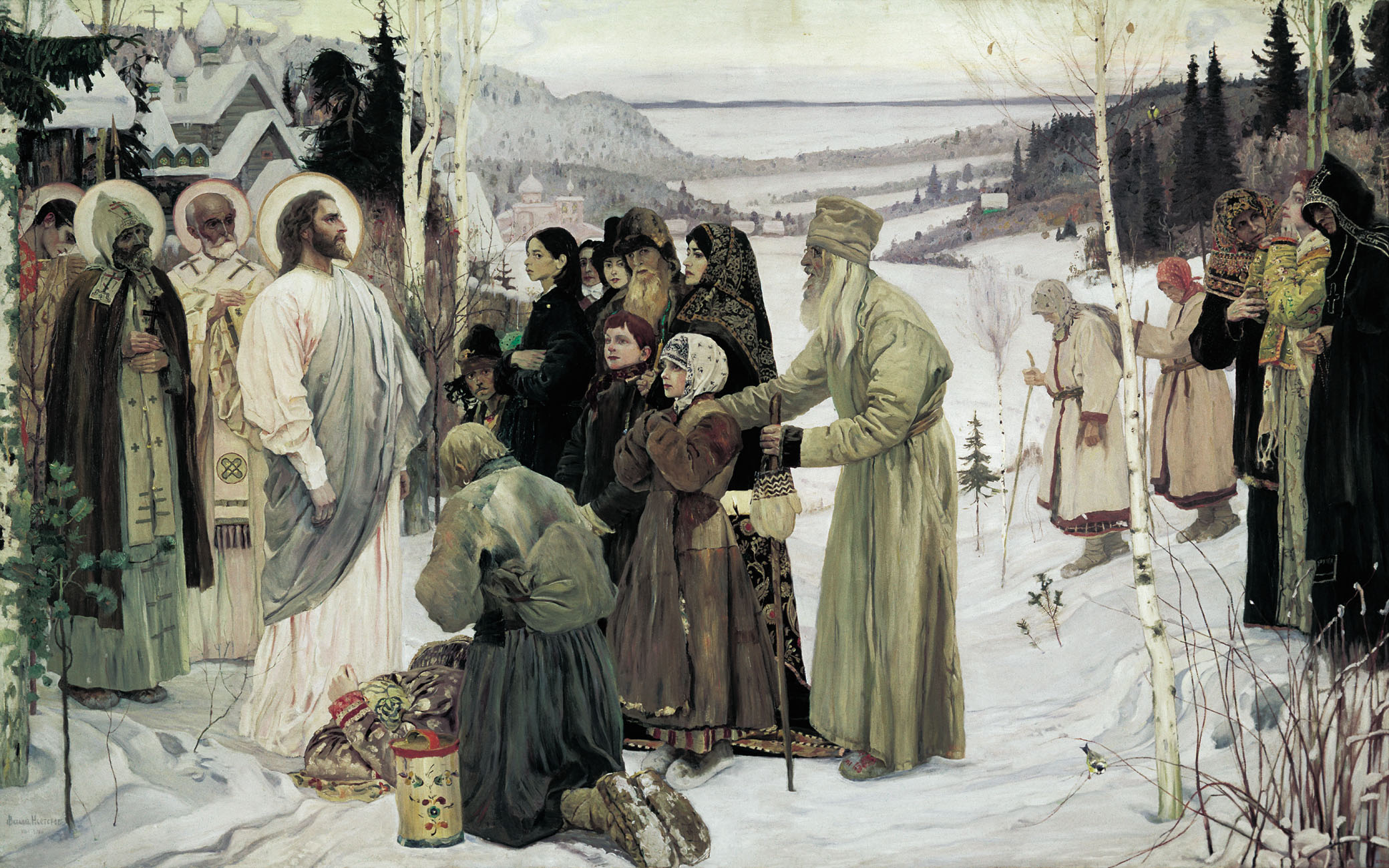
Święta Ruś, obraz Michaiła Niestierowa

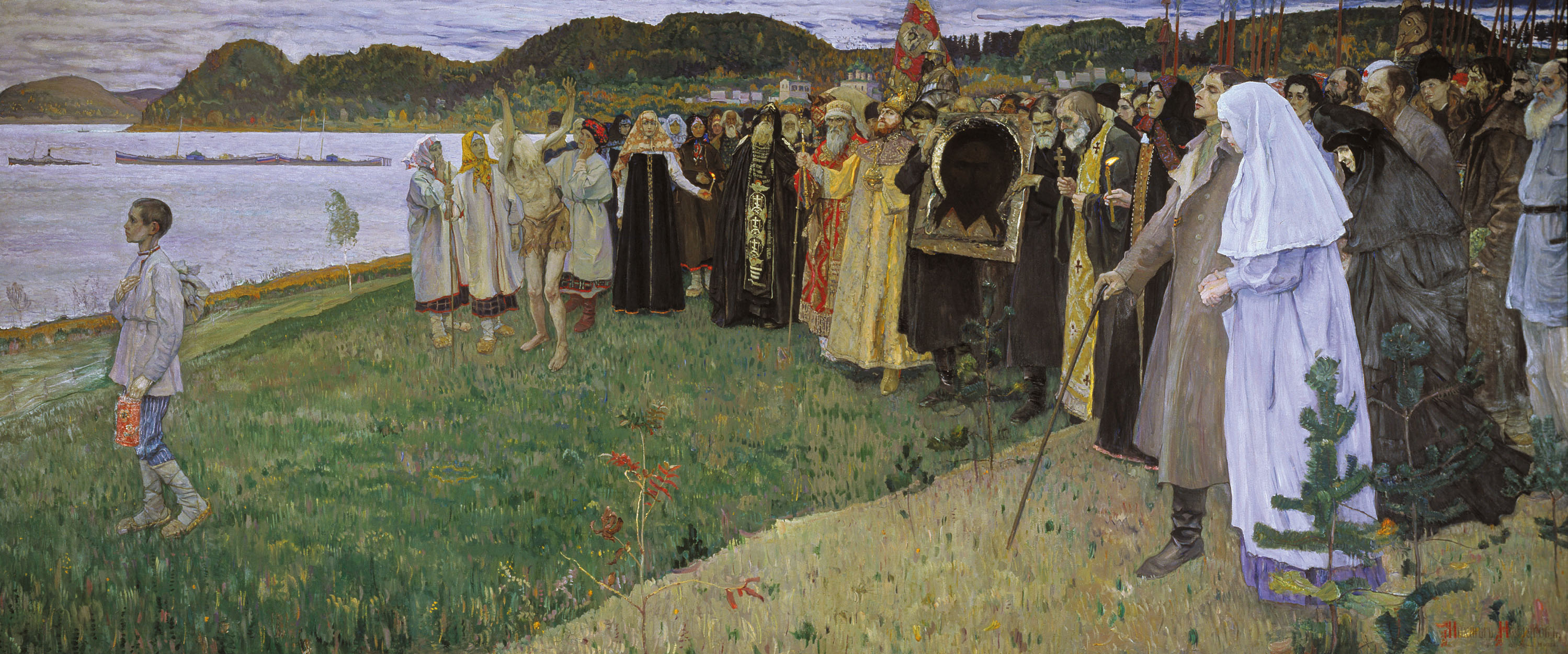
Obraz Michaiła Niestierowa Na Rusi

Święta Ruś (ros. Святая Русь) – religijno-filozoficzna koncepcja, funkcjonująca na przestrzeni wieków w Rosji, w mniejszym stopniu na Białorusi i Ukrainie. Zawiera wyobrażenie państwa, w którym w doskonałej harmonii funkcjonują Rosyjski Kościół Prawosławny oraz naród. W ocenie polskiego teologa prawosławnego Marka Ławreszuka

Termin „Święta Ruś”, nierozerwalnie związany z historią Rosji oraz z Patriarchatem Moskiewskim, ukazuje przeniknięcie ideologii chrześcijańskiej w państwotwórczą mitologię oraz, z drugiej strony, wtargnięcie ziemskiego imperializmu w ciało lokalnego Kościoła.

## Funkcjonowanie

### W Rosji carskiej
Hasło Świętej Rusi pojawiło się na sztandarach z czasów powstania Minina i Pożarskiego. Haftowano na nich hasło „Boże, zachowaj Świętą Ruś”. Koncepcja ta utrwalała się w miarę wzrostu przywiązania do prawosławia wśród ludności ziem rosyjskich dotkniętych anarchią okresu wielkiej smuty.
Mit Świętej Rusi był mitem założycielskim dynastii Romanowów. Dynastii tej przypisywano zjednoczenie wszystkich ziem ruskich oraz obronę prawosławia przed zewnętrznym wrogiem. Do czasów Piotra I mit był jednym z czynników państwotwórczych i unifikujących społeczeństwo wokół panującej dynastii. Pozostawał przy tym w wyraźnym związku z koncepcją Moskwy – Trzeciego Rzymu oraz wiary w przechowanie na ziemiach ruskich prawosławia w nieskażonej postaci. Znaczącym elementem mitu było przekonanie o prześladowaniu Rusi przez „wilczych Lachów”, „brudnych Żydów” oraz „pogańskich Litwinów”.
W XIX w. doszło do utożsamienia Świętej Rusi z współczesną Rosją carską (choć już w XVII w. Świętą Ruś definiowano jako wszystkie ziemie znajdujące się pod władzą carów razem z ich mieszkańcami), która zaczęła być przedstawiana jako strażniczka prawdziwego chrześcijaństwa i sprawiedliwego ustroju społecznego, czy wręcz jedyne chrześcijańskie państwo świata, ostoja „Kościoła walczącego i pielgrzymującego”. Koncepcja taka narodziła się w kręgu słowianofilów, lecz około połowy XIX wieku stała się oficjalną ideologią państwową. Silnie popierał ją car Mikołaj I, który w swojej polityce dążył do zatarcia różnic kulturowych i wyznaniowych między narodami Imperium, skupiając je wokół haseł prawosławia, samodzierżawia i ludowości. W ten sposób odbudowana miała zostać dawna Święta Ruś. Polityka ta realizowana była we wszystkich sferach działalności carskiej administracji, w tym w finansowanej przez państwo kulturze (promocja stylu bizantyjsko-rosyjskiego).
Koncepcję Świętej Rusi rozwijała część hierarchii rosyjskiej w XIX i XX stuleciu, dochodząc do wniosków, iż jedynie władza cara-samodzierżawcy jest zgodna z doktryną prawosławia. „Dowód teologiczny” potwierdzający tę tezę przedstawił hierarcha Rosyjskiego Kościoła Prawosławnego poza granicami Rosji Serafin (Sobolew). Jego twierdzenia M. Ławreszuk poddaje zdecydowanej krytyce.
Ideologię Świętej Rusi w szczególny sposób kultywował ostatni car Rosji – Mikołaj II oraz jego żona Aleksandra Fiodorowna. Władca wierzył, iż pod jego rządami utracona Święta Ruś odrodziła się, czego dowodem miało być dokonanie w tym okresie szeregu kanonizacji rosyjskich świętych (m.in. mnichów Serafina z Sarowa, Kukszy Pieczerskiego, Pitirima Tambowskiego, Teodozjusza Czernihowskiego, metropolity tobolskiego Jana, biskupa biełgorodzkiego Joazafa, mniszki Eufrozyny Połockiej, księżnej Anny Kaszyńskiej oraz patriarchy moskiewskiego i całej Rusi Hermogena.
Podczas wojny domowej w Rosji hasła odbudowy Świętej Rusi i bronienia jej przed bolszewikami, których przedstawiano jako siłę diabelską, przewijały się w propagandzie i retoryce dowódców białych, a dla generałów skupionych wokół adm. Aleksandra Kołczaka stanowiły kluczowy element ich politycznej filozofii.

### Ruch moskalofilski
Ideologia Świętej Rusi odgrywała znaczącą rolę w ruchu galicyjskich moskalofilów. Moskalofile postrzegali Słowiańszczyznę Wschodnią jako całość, zjednoczoną wspólnym językiem (staroruski, następnie język rosyjski – białoruski i ukraiński uważano za jego dialekty) i religią prawosławną. Przywrócenie jedności Słowian, zaburzonej ich zdaniem przez niesprzyjające wydarzenia historyczne, było celem działalności rusofilów. Zjednoczenie to miało dokonać się pod egidą Rosji, która w ich ocenie zachowywała tradycje świętoruskie, czy wręcz sama była Świętą Rusią.

### Po upadku ZSRR
Hasło budowy Świętej Rusi powróciło w retoryce rosyjskich ugrupowań nacjonalistycznych końca XX wieku i początku XXI stulecia. Zdaniem Michała Soski wyraża ono ich dążenie do budowy silnego i potężnego na arenie międzynarodowej państwa oraz posiadania przez nie szczególnej misji dziejowej, wiarę w rosyjski mesjanizm.
W specyficznym znaczeniu określenia Święta Ruś używa Lew Gumilow, dla którego stanowi ono synonim superetnosu, cywilizacji euroazjatyckiej. W ujęciu tym prawosławie odgrywa przede wszystkim rolę polityczną, w drugim rzędzie duchową.

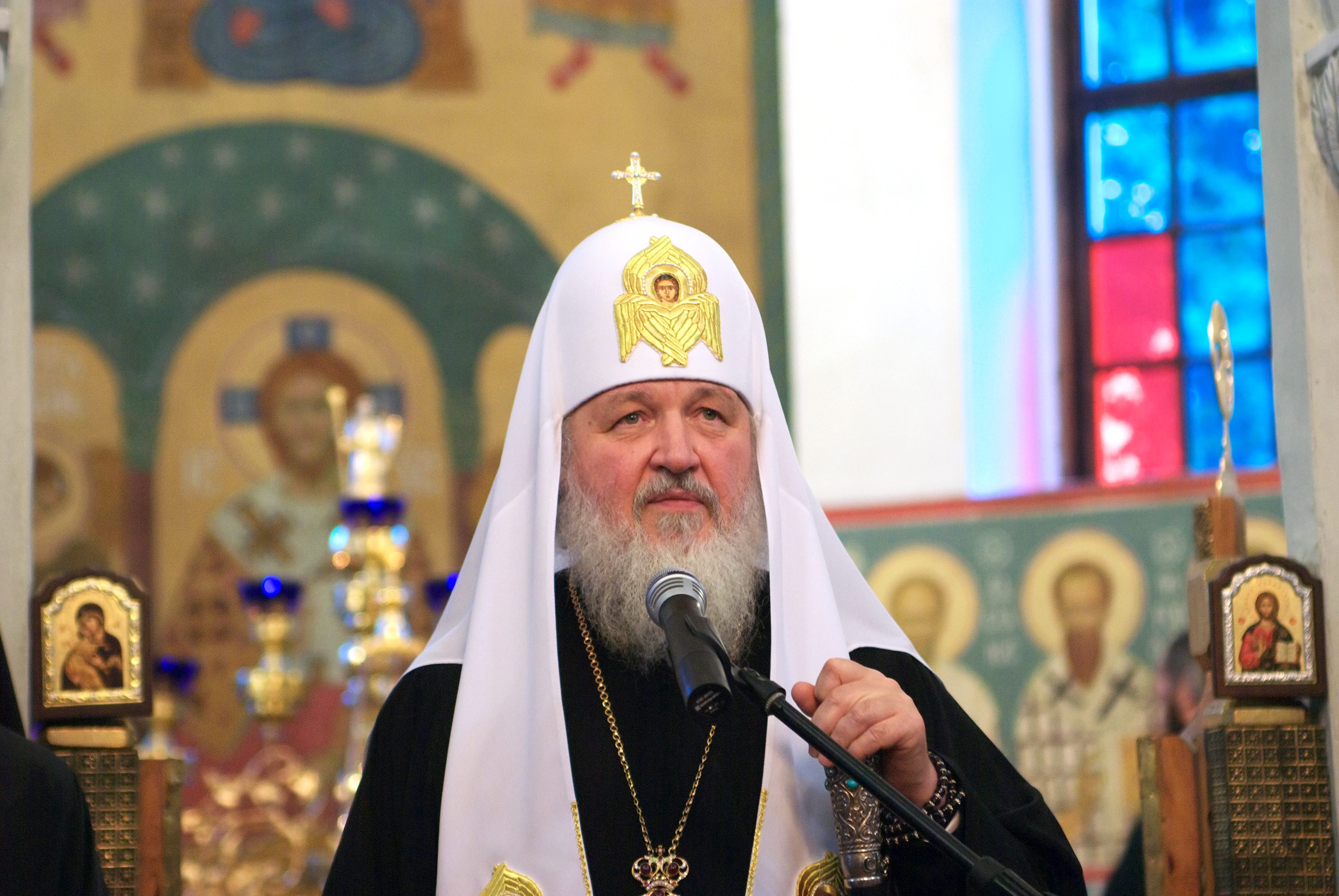
Patriarcha moskiewski i całej Rusi Cyryl

Pojęciem Świętej Rusi wielokrotnie posługiwał się jako metropolita smoleński i kaliningradzki, a następnie patriarcha moskiewski i całej Rusi Cyryl (Gundiajew). Twierdził on, iż współcześnie Świętą Ruś tworzą wspólnie państwa Rosja, Białoruś i Ukraina, co stanowi również podstawę dla nietworzenia na terenie dwóch ostatnich wymienionych krajów autokefalicznych Kościołów prawosławnych. W czasie wizyty na Ukrainie z okazji 1020. rocznicy chrztu Rusi Kijowskiej metropolita Cyryl stwierdził w publicznym wystąpieniu, iż:

Rosja, Ukraina i Białoruś to Święta Ruś. Święta Ruś to ideał miłości, dobra i prawdy. Święta Ruś to piękno, Święta Ruś to siła i my razem z wami stanowimy jedną Świętą Ruś.

Analogiczny pogląd o kulturowej jedności trzech krajów wschodniosłowiańskich reprezentuje część hierarchii Ukraińskiego Kościoła Prawosławnego Patriarchatu Moskiewskiego. W 2012 metropolita wołokołamski Hilarion, przewodniczący Wydziału Zewnętrznych Stosunków Cerkiewnych Patriarchatu Moskiewskiego stwierdził, że „zbieranie (ros. sobiranije) Świętej Rusi” jest jednym z podstawowych zadań Rosyjskiego Kościoła Prawosławnego.
W innym wystąpieniu patriarcha Cyryl zaliczył do Świętej Rusi także Mołdawię, twierdząc, że Święta Ruś jest pojęciem duchowym, nie zaś politycznym, językowym lub etnicznym, może zatem obejmować kraj niesłowiański.

## W kulturze
Od XVII w. w rosyjskiej kulturze ludowej pojawiają się utwory (np. pieśni), w których kluczowym motywem jest temat Świętej Rusi.